# Chit Un Cheung
Chit Un Cheang (Macao, 18 maggio 1979) è un ex calciatore macaense, di ruolo centrocampista.